# 1892 في المغرب
تحتوي هذه المقالة على أهم الأحداث التي شهدتها المغرب في 1892، إضافة إلى أهم الشخصيات المغربية المولودة والمتوفية في هذه السنة.

## الحكم

علم راية المغرب بين سنة (1666-1915).

- السلطان: الحسن الأول العلوي (حكم بين 1873-1894).
- المغرب الحالي وقتها كان سلطنة وليس مملكة كان يحكمها سلطان وليس ملك. وكان يسمى بلاد مراكش وليس المغرب.

## أحداث

عملة مغربية سُكت عام 1892م

- 24 أكتوبر 1892 - التوقيع على معاهدة تجارية بين المغرب وفرنسا.[1]

## مواليد
- أحمد مكوار - (سياسي مغربي، هو أول موقًع على وثيقة المطالبة بالاستقلال.

## وفيات
- محمد بنسعيد السلاوي - دبلوماسي وأحد رجالات المخزن بالمغرب. خدم ثلاثة سلاطين.

## الـمراجع
1. ↑  اتفاقيات ومعاهدات ادت لاستعمار المغرب نسخة محفوظة 2020-04-11 على موقع واي باك مشين.